# Гланц, Лейб
Ле́йбеле Гланц (Лейб Калманович Гланц, идиш לייב גלאנץ‎; род. 1 июня 1898, Киев — ум. 1964, Тель-Авив, Израиль) — американский и израильский кантор, певец, композитор, музыковед, писатель, учёный и еврейский общественный деятель. Является одним из крупнейших канторов «Золотого века Хазанута».

## Биография
Родился в Киеве, в 1898 году, его отец и оба деда были известными канторами из хасидских семей.
Когда Лейбэле было восемь лет он впервые попробовал себя в качестве певчего в синагоге. Вскоре он становится известен как очень одаренный ребенок и начинает выступать в европейских городах.
Будучи подростком он собрал и руководил большим хором в Тальнерской хасидской синагоге, хор исполнял сложные произведения Боруха Шора, Соломона Зульцера, Луиса Левандовского, Аврама Берковича Колесника, Иосифа Гольдштейна, Нисна Белцера, Давида Новаковского, Элиэзера Мордехая Геровица.
Гланц учился фортепиано с известным пианистом и композитором Николаем Тутковским, позднее окончил отделение фортепиано и композиции Киевской консерватории по классу Рейнгольда Морицевича Глиэра.
Также в те годы Лейб Гланц выезжает на съезды движения Хе-халуц и Всемирного сионистского конгресса. Он также становится главным редактором социалистической сионистской газеты Ard Un Arbeit.
Первую самостоятельную должность кантора получил в Кишинёве (1920—1926).
В июле 1926 года из-за политической ситуации и общественной работы уезжает в Восточную Европу. Собираясь репатриироваться в Эрец-Исраэль он записывает в США свои знаменитые композиции Shema Yisrael и Tal.
В США его приглашают на должность главного кантора синагоги Ohev Shalom в Нью-Йорке. В США он родолжает учиться под руководством профессора Аспиньоля, преподавателя вокала у таких певцов как Энрико Карузо и Бенжамино Джильи.
В 1929 году он записывает в RCA серию религиозных песен, таких как Shema Yisrael, Tefilat Tal, Shomer Yisrael, Kol Adoshem, Lechu Neranena, Birkat Kohanim, Ki Ke?Shimcha, Ki Hineh Ka?Chomer и Ein Ke?Erkecha. Он гастролирует по США, Канадt, Мексике, Южной Америке, Западной и Восточной Европе, Южной Африке и Палестине.
В 1936 году он женился на Мириам Липтон. У них родилось двое сыновей — Кальман и Эзра.
В 1941 году семья Гланц переезжает в Лос-Анджелес, где Лейб Гланц выступает главным кантором в синагоге Синай Темпль, а затем в синагоге Sha’arei Te’filah.
В 1948 году он выступил с докладом на Первой ежегодной конференции Ассамблеи канторов Америки с докладом о нусахот.
Он артикулировал свою теорию в известной лекции делегатам Пятого съезда Ассамблеи канторов Америки в 1952 году, которая стала прологом к серьёзной дискуссии, так как его идеи рассматривали новые пути по анализу древних нусахот.
Лейб Гланц был крупным ученым в сфере изучения происхождения еврейской музыки. В своих исследованиях он изучал преемственность еврейской музыки с момента её зарождения в Иерусалимском Храме.
Гланц оставался активным участником сионистского движения, был делегатом одиннадцати Всемирных синистских конгрессов с 1921 года, в том числе дважды представлял Государство Израиль.
С 1954 года Лейб Гланц жил в Израиле. Важным периодом творчества была работа в синагоге Tif’eret Zvi в Тель-Авиве. Именно в этот период написаны многие крупные произведения автора. Религиозная служба Midnight Selichot, написанная композитором, была признана одной из величайших работ в области канторского искусства и была записана на радио Коль-Исраэль из зала синагоги Tif’eret Zvi.
В общей сложности Лейб Гланц является композитором 215 сочинений религиозной музыки, музыки хасидского направления и музыки других жанров.
Кроме того, он является ведущим тенором в операх Алана Хованесса «Пастырь Израиля», Жака Галеви «Иудейка», и Иосифа Таля «Савл в Эйн-Дор».
В 1959 году основал Институт еврейской литургической музыки в Тель-Авиве и консерваторию с уровнем академической подготовки — Академию канторов (Ha?Akademia Le?Chazanut).
Лейб Гланц — один из учредителей AKUM, Израильского института музыки, Лиги израильских композиторов. Чл. редакционного совета журнала «Бат-Коль». Входил в жюри престижной Энгелевской премии.
Позднее, Институт еврейской литургической музыки в Тель-Авиве занимался изданием трудов Л. Гланца, в сотрудничестве с Израильским институтом музыки было издано семь книг с произведениями автора.
В 2008 году, его сын, Джерри (Эзра) Гланц опубликовал книгу на английском языке «Лейб Гланц: Человек, который говорил с Богом». Книга состоит из компакт-дисков, куда вошли ряд его важнейших произведений.